# Pikete
«Pikete» es una canción del exponente estadounidense de reguetón Nicky Jam en colaboración del dominicano El Alfa. Fue publicado el 27 de mayo de 2021 bajo el sello La Industria Inc y distribuido por Sony Music Latin como el tercer sencillo del álbum de estudio del cantante titulado Infinity.

## Recepción comercial
A solo tres días de su lanzamiento, el video musical de la canción ya había alcanzado los cinco millones de reproducciones en Youtube.

## Posicionamiento
| Lista (2021)                              | Mejor posición |
| ----------------------------------------- | -------------- |
| Estados Unidos (Hot Latin Songs)          | 32             |
| Estados Unidos (Latin Digital Song Sales) | 12             |